# Lostwithiel

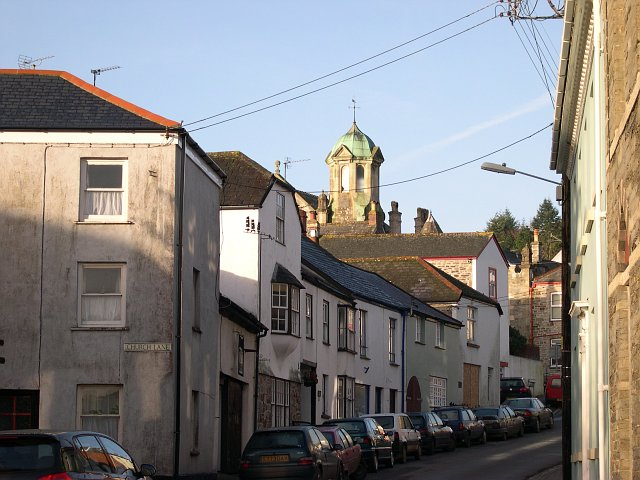
Ortszentrum von Lostwithiel mit Methodistenkirche im Hintergrund

Lostwithiel ist eine Gemeinde im Südwesten von Cornwall. Sie liegt an der Mündung des River Fowey. In Lostwithiel stehen zahlreiche mittelalterliche Häuser. Es ist ein beliebter Urlaubsort.

## Geschichte
Lostwithiel war, zusammen mit dem benachbarten Kirchspiel von Lanlivery von 1304 bis 1832 Wahlkreis für das britische Unterhaus. Seit 1702 galt es als „rotten Borough“, eine Gemeinde, die Parlamentsabgeordnete entsandte, obwohl sie unbedeutend oder gar unbewohnt war. In Lostwithiel waren die Angehörigen der Korporation wahlberechtigt, sie stimmten grundsätzlich für die Earls of Mount Edgcumbe, die ihnen Gelder zuschusterten. 1816 hatte die Korporation 24 Mitglieder. 1831 hatte die Gemeinde 1047 Einwohner und bestand aus 303 Häusern.
In der Nähe wurde am 13. August 1644 die Schlacht von Lostwithiel zwischen den Parlamentstruppen unter Robert Devereux, 3. Earl of Essex und König Karl I. geschlagen, die mit dem Rückzug von Essex über den Tamar endete.

## Denkmalgeschützte Bauwerke
- St. Bartholomäuskirche
- Brücke über den Fowey
- Freimaurerhaus

## Persönlichkeiten
- Andy Mackay (* 1946), Musiker
- Stephen Varcoe (* 1949), Sänger

## Partnerstädte
- Pleyber-Christ, Bretagne[2]